# GEM draw
GEM Draw est un programme informatique créé par Digital Research pour créer des images graphiques au format GEM, GEM draw dispose de 55 fichiers d'images, 2 polices (swiss et dutch) avec de multiples graisses, tailles et styles, 11 styles de ligne, 37 modèles d'ombrage, 16 couleurs, alignement du texte et de l'objet, le regroupement, possibilité de grille…
GEM Draw connut deux versions majeures différentes. Il a aussi existé une version Amstrad CPC aux fonctions réduites appelée Dr draw.
GEM Draw fut surtout connu pour être utilisé avec Ventura publisher (devenu Corel Ventura (en)).